# Julián Besteiro Fernández
Julián Besteiro (Madrid, 1870 - Carmona, Sevilla, 27 de setembre de 1940) fou un líder històric del socialisme espanyol durant la dècada dels anys trenta.
Un dels capdavanters del PSOE dels anys trenta, representava dintre d'aquest la tendència ideològica més moderada, sent partidari, en la línia del revisionisme alemany de finals del segle xix, d'arribar al socialisme, entès aquest en l'anàlisi marxista com l'estadi previ al comunisme, en el qual l'Estat ("la violència organitzada d'una classe contra altra") que s'aspira a eliminar està en mans de la classe proletària que ha arribat al poder, per la via parlamentària i no per la revolucionària, com defensaven les forces polítiques adscrites a la III Internacional i, dintre del PSOE de llavors, el corrent ideològic dirigit per Francisco Largo Caballero.
Afegint-se a aquestes la "centrista" encapçalada per Indalecio Prieto, qui, sense negar-se com Besteiro a l'opció revolucionària, acceptava també l'ús de les institucions parlamentàries per a les fins emancipatoris del socialisme, apareixen així dibuixades les tres grans tendències del socialisme espanyol de l'època: besteiristes, prietistes i caballeristes mantindrien en aquells anys una pugna per prendre el control del Partit.

## Biografia
Fill d'un comerciant d'ultramarins d'origen gallec, ingressa als nou anys en la Institución Libre de Enseñanza, creada tres anys abans per Giner de los Ríos. El seu pas per la Institució va deixar una petjada inesborrable en la personalitat de Besteiro.
En 1888 comença els seus estudis de Filosofia i Lletres en la Universitat de Madrid, amb excel·lents notes, aconseguint el doctorat en 1895. En aquesta etapa universitària coneix a Nicolás Salmerón i entra en contacte amb les joventuts republicanes.
En 1896 marxa a París per a ampliar estudis en La Sorbona. Al març de 1897 guanya la càtedra de Psicologia, Lògica i Ètica de l'Institut d'Ourense, passant a l'any següent al de Toledo, on va estar catorze anys. En aquest temps va traduir llibres del francès i de l'anglès per a completar els seus ingressos.
El 1903, Nicolás Salmerón i Alejandro Lerroux funden la Unió Republicana, i Besteiro ingressa en ella. El 8 de novembre d'aquest any és triat regidor de l'Ajuntament de Toledo.
Al produir-se, el 1908, la crisi al si d'Unió Republicana entre Salmerón i Lerroux, i al fracassar en el seu intent de conciliar ambdues faccions, pren partit pel sector lerrouxista el qual resulta derrotat en els comicis d'aquest any. Després d'aquesta derrota Lerroux funda el Partit Republicà Radical en el qual ingressa Besteiro i en el qual roman fins a la seva tornada d'un viatge per Alemanya, on visita Berlín, Múnic i Leipzig, assolint un domini perfecte de l'alemany i prenent contacte amb les tesis marxistes alemanyes, especialment les de Karl Kautsky i Eduard Bernstein.
El 1912 va guanyar la càtedra de Lògica de la Universitat de Madrid, on fou professor a la Facultat de Filosofia i Lletres. La seva activitat en contra la guerra del Marroc el va dur a la presó on va conèixer a Andrés Saborit, a través de qui va sol·licitar i va obtenir l'ingrés al Partit Socialista Obrer Espanyol (PSOE) i al seu sindicat UGT.
El 1913 va contreure matrimoni amb Dolores Cebrián, professora de Ciències Físiques. Aquest mateix any és triat regidor de l'Ajuntament de Madrid.
El 9 d'agost de 1917, la UGT convoca una vaga general que no obté els resultats esperats i Besteiro, juntament amb els altres components del comitè de vaga, és jutjat per un tribunal militar i condemnat a cadena perpètua, sent traslladat al penal de Cartagena. No hi va romandre molt de temps, perquè a les leccions de febrer de 1918 tots els membres del comitè de vaga van ser escollits diputats al Congrés dels Diputats i alliberats, després d'una impressionant campanya en la qual participaren rellevants personalitats com Manuel García Morente, que promou una subscripció per a oferir-li el sou de catedràtic mentre estigués empresonat, Gumersindo de Azcárate o Gabriel Alomar.
El 1923, davant la dictadura del general Primo de Rivera, Besteiro, com moderat, és partidari de la col·laboració oferta pel dictador a la UGT, amb intenció d'anul·lar al sindicat anarquista CNT. Aquesta col·laboració no gaudia de la general aquiescència dintre del partit, la qual cosa el duu a tenir serioses discrepàncies amb Prieto, i fins i tot amb Largo Caballero, que encara que sí que era partidari de la col·laboració volia gestionar-la de manera personal.
Membre de les comissions executives de la UGT i del PSOE des de 1914, el 1925 succeïx a Pablo Iglesias al capdavant del PSOE. En els últims temps de la dictadura es produeix un altre motiu de frec entre Besteiro i els altres líders del seu partit amb la participació en el denominat Pacte de Sant Sebastià i la integració del partit socialista en el Comitè revolucionari que es va constituir en la reunió de Sant Sebastià, ja que Besteiro s'oposava a una ruptura brusca.
En triomfar les tesis contràries, en la reunió del 22 de febrer de 1931, dimiteix dels seus càrrecs al partit i al sindicat, seguit per diversos dels seus més immediats col·laboradors. El 14 de juliol de 1931, proclamada la Segona República Espanyola, Besteiro és elegit president de les Corts Constituents, duent les seves deliberacions amb una neutralitat que tot el món reconeix així com el seu tracte afable que li val un homenatge per part de la premsa acreditada a la cambra, la presidència de la qual abandona finalment el 1933.
Dintre de la seva línia moderada es va mantenir al marge de la progressiva radicalització del PSOE, que va dur a la revolució de 1934 a Astúries, a la qual sempre es va oposar en l'interior del partit.
Quan esclata la guerra civil torna a l'Ajuntament madrileny com a president de l'anomenat Comitè de Reforma, Reconstrucció i Sanejament en un Madrid picat per les bombes nacionalistes.
Va discrepar obertament dels successius Governs republicans mostrant-se contrari a la preponderància dels comunistes i partidari d'intentar una pau negociada.
Al maig de 1937, Azaña, president de la República, el va designar ambaixador a la coronació de Jordi VI del Regne Unit, amb la missió específica de sondejar els mitjans internacionals amb vista a una pau negociada. Per a això es va entrevistar amb Eden i Blum, gestions que no van obtenir resultats concrets.
En els pitjors moments del setge a Madrid, quan el govern de la República es trasllada a València es nega a abandonar la ciutat, que en les eleccions de febrer de 1936 l'havia elegit diputat amb més de 224.000 vots. Així mateix, es nega a acceptar cap de les ambaixades que li van ser ofertes en diverses ocasions.
Des d'agost de 1938, vist el gir negatiu de la guerra, a Besteiro li va semblar propici acceptar responsabilitats polítiques que duguessin al final d'aquesta. Per això se suma a la controvertida iniciativa del coronel Casado i forma part del Consell de Defensa Nacional que, el 6 de març de 1939, va donar un cop d'estat contra la legalitat republicana, representada pel govern presidit per Negrín, per a iniciar unes negociacions amb Franco, amb la mediació d'Anglaterra, negociacions que no obtenen resultats, ja que, en aquests moments de la guerra, Franco es nega a tot el que no sigui una rendició sense condicions.
El 28 de març de 1939, Besteiro, en qualitat de conseller d'Afers exteriors del Consell casadista, ja malalt, és detingut en els soterranis de l'actual Ministeri d'Hisenda, on tenia el seu despatx, on pràcticament vivia i des d'on es dirigia sovint per ràdio als madrilenys. Jutjat el 8 de juliol d'aquest any per un consell de guerra, va ser condemnat a trenta anys de presó. Després d'un breu pas per diverses presons madrilenyes és traslladat finalment a la de Carmona (Sevilla) on va morir degut, pel que sembla, a una septicèmia mal diagnosticada i a les deficients condicions carceràries.

## Obres
- Cartas desde la prisión. Madrid. Alianza, 1988.
- Los Juicios Sinteticos A Priori desde el Punto de Vista Lógico, 1912.
- Marxismo y antimarxismo, 1935.
- Obras completas, Madrid, 1983. Centro de Estudios Constitucionales.